# Stanislaŭ Drahun
Stanislaŭ Ėduardavič Drahun (in bielorusso Станіслаў Эдуардавіч Драгун?; Minsk, 4 giugno 1988) è un ex calciatore bielorusso, di ruolo centrocampista.

## Caratteristiche tecniche
È un centrocampista centrale, abile nei calci piazzati.

## Carriera

### Club
Cresciuto nel SKVICH Minsk, viene acquistato in prestito dal Homel' nel 2007. Durante il periodo di militanza nel club totalizza 7 presenze ed una rete.
Tornato al SKVICH Minsk, nel luglio del 2008 viene acquistato dalla Dinamo Minsk. Fa il suo esordio nella nuova squadra nella partita contro il Minsk, l’altro club della capitale.
Il 14 febbraio 2019, nel match casalingo valido per l’andata dei sedicesimi di finale di Europa League 2018-2019 contro l’Arsenal, realizza la rete del decisivo 1-0 a favore del BATĖ Borisov. Tuttavia la sua rete non è bastata alla sua squadra per passare (sorprendentemente) il turno in quanto al ritorno i Gunners hanno vinto 3-0.

### Nazionale
Ha partecipato con la nazionale Under-21 agli Europei di categoria del 2011 e poi ai Giochi Olimpici di Londra 2012.
Con la nazionale maggiore ha debuttato nel 2011. Ha segnato la sua prima rete nel pareggio 2-2 contro la Romania il 7 ottobre 2011 nelle Qualificazioni a Euro 2012. È andato in rete anche il 16 ottobre 2012 nella vittoria 2-0 sulla Georgia in una gara valevole per le Qualificazioni ai Mondiali 2014. Convocato alla UEFA Nations League 2018-2019 risulta, con 5 reti, il secondo miglior marcatore della competizione a pari merito con lo svizzero Haris Seferovic, l'armeno Yura Movsisyan e lo scozzese James Forrest.

## Palmarès

### Club

#### Competizioni nazionali
- Campionato bielorusso: 2

BATE: 2017, 2018
- Coppa di Bielorussia: 2

BATE: 2019-2020, 2020-2021
- Supercoppa di Bielorussia: 2

BATE: 2017, 2022